# جاك هانتينغتون
جاك هانتينغتون (بالإنجليزية: Jack Huntington)‏ هو لاعب كرة قدم أسترالية أسترالي، ولد في 23 مايو 1893، وتوفي في 17 يوليو 1971.

## وصلات خارجية
- جاك هانتينغتون على موقع AustralianFootball.com (الإنجليزية)
- جاك هانتينغتون على موقع AFLtables.com (الإنجليزية)